# Independentisme groenlandès
La independència de Groenlàndia (en groenlandès: Namminersulivinneq; danès Grønlandsk selvstændighed) és la ambició política d'esdevenir un estat independent per part del territori autònom de Groenlàndia. Diversos moviments i partits de l'illa defensen aquesta posició en major o menor mesura: Siumut, Inuit Ataqatigiit, Naleraq, o Nunatta Qitornai.

## Context

### Colonització inuit i nòrdica
La població actual de Groenlàndia és predominantment inuit descendent de l'anomenada Cultura de Thule que va emigrar del continent nord-americà al segle XIII dC, colonitzant gradualment l'illa. La reclamació danesa de l'illa prové de l'assentament nòrdic del sud de Groenlàndia que va durar des del 980 fins a principis del segle XV.
Els estudiosos creuen que els primers assentaments nòrdics coneguts a Groenlàndia es van originar a Islàndia, i que Eric el Roig va fundar una colònia primerenca l'any 985. El Regne de Noruega més tard va reclamar i controlar Groenlàndia entre 1261 i 1319 aproximadament.
Aquests assentaments nòrdics van desaparèixer durant els segles XIV i principis del XV, sent els inuit els únics ocupants de l'illa, expandint-se a les costes sud i occidental, i sent independents de facto durant més de 200 anys fins que els pobles europeus van tornar. Malgrat això, els pobles europeus van assumir una possessió continuada de jure de Groenlàndia.

### El reassentament europeu als segles XVIII-XX
El contacte europeu amb Groenlàndia no es va restablir fins al 1721 amb la missió de Hans Egede, a la qual van seguir les missions de Moràvia. Aquests van establir assentaments duradors i, després de no trobar els pobles nòrdics, van intentar cristianitzar els inuit.
En aquest moment Noruega i Dinamarca s'havien unificat sota Dinamarca-Noruega, que considerava Groenlàndia com a part del seu territori. Això va finalitzar el 14 de gener de 1814 després que Noruega fos cedida per Dinamarca com a resultat de les guerres napoleòniques a Europa. Com a resultat del Tractat de Kiel, Dinamarca va reprendre la plena sobirania sobre Groenlàndia poc després. Des de 1814 fins a 1953, Groenlàndia va ser un territori controlat directament pel govern danès.

### Autonomia i ambicions independentistes
Al 1953, la nova Constitució danesa incorporava Groenlàndia a Dinamarca com a un comtat més, l'antiga subdivisió administrativa del Regne, obtenint així representació al Parlament de Dinamarca. No obstant, al 1972 i a petició del propi Consell Provincial de Groenlàndia, s'establiria un comitè per estudiar la possibilitat d'augmentar la seva autonomia. Al 1975, el comitè va recomanar un canvi a l'autogovern el més aviat possible, impulsant-se una Comissió d'Autonomia amb 14 membres dividits a parts iguals entre representants de Groenlàndia i de Dinamarca. El treball de la comissió va presentar el seu informe final el juny de 1978 amb propostes per a una Llei d'Autonomia, i al 1979 s'aprovava finalment l'autogovern de Groenlàndia.
La representació mínima de Groenlàndia al Folketing danès va fer que, tot i que més del 70% dels groenlandesos s'havien oposat a l'entrada a la Comunitat Econòmica Europea, es va unir al 1973 com a part de Dinamarca. Els temors dels groenlandesos de que la unió duanera permetés a les empreses estrangeres competir i sobreexplotar les seves aigües es van complir ràpidament. Després d'aconseguir l'autonomia, una majoria de la població va votar el 23 de febrer de 1982 per abandonar la CEE, un procés que va durar fins al 1985. Això va donar lloc al Tractat de Groenlàndia de 1984.
L'any 2008, els ciutadans de Groenlàndia van aprovar el referèndum d'autogovern de Groenlàndia amb un 75% dels vots a favor d'un major grau d'autonomia. Com a conseqüència, Dinamarca va cedir les competències del control de la Guàrdia costanera, el comerç internacional, l'aplicació de la llei i del sistema legal. L'idioma oficial va canviar del danès al groenlandès el 21 de juny de 2009, Diada Nacional de Groenlàndia.
Com a part de la nova llei d'autogovern, Groenlàndia pot declarar la independència total si aquesta és aprovada per referèndum i ratificat pel parlament danès. Diverses enquestes han indicat que hi ha una majoria clara a favor de la independència de l'illa, el que ha suposat esdevenir un tema habitual en les campanyes polítiques, ja sigui a favor o en contra.
Al febrer de 2024, el govern groenlandès va declarar oficialment que la independència és l'objectiu de Groenlàndia, i en una roda de premsa al 2025, el primer ministre independentista Múte Bourup Egede va assenyalar que "ja s'ha començat a treballar per crear el marc per a que Groenlàndia esdevingui un estat independent", donant a entendre que un referèndum d'independència podria tenir lloc ja a l'abril del mateix any, juntament amb les eleccions generals.

## Equilibri al Parlament
A les darreres eleccions legislatives de 2021, al Parlament groenlandès hi ha una clara majoria a favor de la independència de l'Illa, amb 26 diputats de Siumut, Inuit Ataqatigiit i Naleraq, amb matisos sobre la velocitat del procés, i 5 diputats en contra, representats pels partits unionistes Demokratiit i Atassut. Respecte a les anteriors eleccions, el bloc independentista ha sumat quatre diputats més.
Pel que fa a la representació dels dos diputats groenlandesos al Folketing danès, des del 2001 han estat tots dos independentistes de manera ininterrompuda fins a data d'avui, un de Siumut i un d'Inuit Ataqatigiit.
| Independència | Escons Gr. | +/- | Escons Fo. | +/- |
| ------------- | ---------- | --- | ---------- | --- |
| A favor       | 26 / 31    | 4   | 2 / 2      | =   |
| En contra     | 5 / 31     | 4   | 0 / 2      | =   |